# Jevdokija Fjodorovna Lopuhina orosz cárné
Lopuhin Eudoxia (1670 körül – Moszkva, 1731. szeptember 7.) (oroszul: Евдокия Фёдоровна Лопухина), orosz nemes, házassága révén Oroszország cárnéja.

## Élete
Eudoxia 1670 környékén született Fjodor Avraamovics Lopuhin és Usztyinyja Bogdanovna Rtyiscseva leányaként. A család nem tartozott Oroszország legelőkelőbb famíliái közé, ennek ellenére azonban Natalja Kirillovna Nariskina orosz cárné Jevdokija Fjodorovnát választotta feleségül fia, I. Nagy Péter cár számára. Natalja Kirillovna döntésében nagy szerepet játszott az a tény, hogy Jevdokija Fjodorovna édesanyja közeli rokonságban állt Alekszej cár bizalmas barátjával, Fjodor Alekszejevics Rtyiscsevvel. Az esküvőt Moszkvában tartották 1689. február 6-án. Kapcsolatukból három fiú született, azonban közülük csak egy érte meg a felnőttkort:
- Alekszej Petrovics cárevics (1690. június 18. – 1718. június 26.)
- Alekszandr Petrovics nagyherceg (1691. október 3. – 1692. május 14.)
- Pavel Petrovics nagyherceg (1693).

Péter és felesége boldogtalan házasságban éltek; az uralkodó örömét lelte az ortodox szokások kigúnyolásában, amit a mélyen vallásos Jevdokija Fjodorovna csak nehezen tudott elviselni. A cár nem sokkal a menyegzőt követően már ágyast talált magának a német szépség, Anna Mons személyében. 1696-ban, miután elhunyt V. Iván, I. Péter bátyja és társuralkodója, az immár egyeduralkodó Péternek nem volt szüksége Jevdokija Fjodorovnára, akit csak dinasztikus helyzete megerősítése végett vett feleségül. Megpróbálta rávenni arra anyai rokonait, a Nariskinokat, hogy zárassák kolostorba Jevdokiját. Ez egészen 1698-ig nem vált lehetségessé, ám ekkor a cárné kénytelen volt bevonulni a szuzdali kolostorba, és kimondták válását Pétertől. A cár azt tervezte, hogy feleségül veszi Anna Monst, azonban szeretője megcsalta őt, ezért a cár elhagyta. 1707 novemberében az uralkodó titokban feleségül vette a lengyel paraszti származású Marfa Szkavronszkaját, orosz nevén Jekatyerina Alekszejevnát.

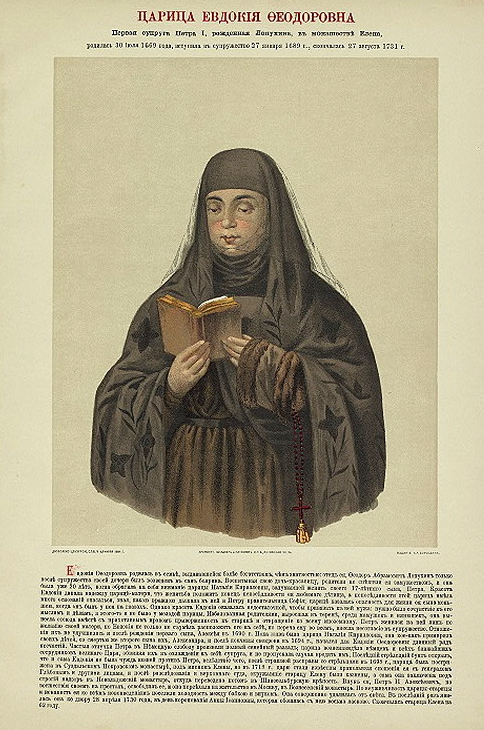
Jevdokija Fjodorovna apácaként

A rendházban Jevdokija származására való tekintettel megengedték neki, hogy ne kelljen apácaként élnie. A volt cárné szeretőt is tartott Sztyepan Glebov személyében. Az egyházon belül sokan támogatták Jevdokija Fjodorovna visszatértét az orosz cárnéi trónra, köztük volt például Rosztovi Szent Demeter is. 1717-ben Péter és Jevdokija fiát, Alekszej Petrovics cárevicset a cár elleni összeesküvés vádjával letartóztatták. Kínvallatás hatására ötven személyt nevezett meg cinkosának, köztük édesanyját is. A legtöbb tettestársat megölték, Jevdokija Fjodorovnát azonban a Sztaraja Ladoga-i monostorba szállították. Alekszej Petrovicsot kivégezték, így az új trónörökös Péter és Jekatyerina Alekszejevna fia, Pjotr Petrovics lett. Pjotr Petrovics cárevics 1719-ben meghalt, és a cár nem nevezett ki új utódot. I. Péter 1725 januárjában bekövetkezett halála után a trónt felesége foglalta el I. Katalin néven.
Katalin cárnő a Slisszelburg erődbe záratta Jevdokija Fjodorovnát, kielégítve ezzel személyes bosszúvágyát. Az uralkodónő leányára akarta hagyni koronáját, ám azt 1727-ben Alekszej Petrovics cárevics fia, II. Péter szerezte meg. Az új uralkodó első rendelkezéseinek egyike volt Jevdokija Fjodorovna kiszabadítása. Nagyanyját Moszkvába rendelte, és engedélyezte számára, hogy saját udvartartást vezessen a Novogyevicsij-kolostorban. II. Péter 1730-ban elhunyt, utóda, V. Iván leánya, Anna cárnő nem háborgatta Jevdokija Fjodorovnát. A volt cárné 1731. augusztus 27-én (az új naptár szerint szeptember 7-én) hunyt el a novogyevicsi rendházban.